# Osmar Fortes Barcellos
Osmar Fortes Barcellos (Porto Alegre, 3 december 1921 - aldaar, 17 juni 1979) was een Braziliaanse voetballer en is vooral bekend onder zijn spelersnaam Tesourinha.

## Biografie
Tesourinha begon zijn carrière bij Internacional op 23 oktober 1939 in een wedstrijd tegen Cruzeiro, een kleinere club uit Porto Alegre. Zijn eerste goal voor de club volgde op 14 december van dat jaar tegen Força e Luz, een wedstrijd die met 7-0 gewonnen werd. Vanwege de zware concurrentie met gevestigde waarde Carlitos verschoot Tesourinha naar de rechterkant en dit bleek uiteindelijk heel goed voor zijn carrière. In 1940 nam hij met Internacional deel aan de eindronde van het Campeonato Gaúcho en scoorde in de voorronde tegen Juventude. Internacional werd uiteindelijk kampioen. Het volgende seizoen scoorde hij ook een paar van de vele doelpunten in de finale tegen Rio Grande. Internacional won tot 1945 elk jaar de titel en ook in 1943 scoorde hij in de finale tegen Guarany de Cachoeira do Sul. Ook de volgende jaren had hij zijn aandeel in de finalewinsten tegen Bagé en Pelotas. In 1947 en 1948 won hij met de club opnieuw de staatstitel maar kon niet meer scoren in de finale.
In 1949 betaalde Vasco da Gama een fortuin voor die tijd om de speler binnen te halen, waarmee hij in 1950 het Campeonato Carioca won. In 1952 keerde hij terug naar Porto Alegre, om nu voor de aartsrivaal van Internacional, Grêmio, te gaan spelen. Hij beëindigde zijn carrière bij Nacional de Porto Alegre.
In 1944 werd hij voor het eerst opgeroepen voor het nationale elftal in een vriendschappelijke wedstrijd tegen Uruguay en kon al meteen scoren. Met zijn land nam hij deel aan het Zuid-Amerikaans kampioenschap. Hij scoorde in de openingswedstrijd de eerste goal in de 9-1 overwinning op Ecuador en trapte ook de 7-1 binnen. Hierna scoorde hij ook nog tegen Colombia, Uruguay en Paraguay. De club speelde dan de finale tegen Paraguay. Ademir scoorde drie keer in de finale en Tesourinha en Jair elk twee keer. Door een blessure aan de meniscus miste hij het WK 1950.
Hij overleed op 57-jarige leeftijd aan maagkanker.